# Comuna Petrivka, Mîkolaiivka
Petrivka (în ucraineană Петрівка) este o comună în raionul Mîkolaiivka, regiunea Odesa, Ucraina, formată din satele Petrivka (reședința), Șevcenka și Sîrotînka.

## Demografie
Componența lingvistică a comunei Petrivka
     Ucraineană (89,47%)
     Română (4,21%)
     Rusă (3,16%)
     Alte limbi (0,9%)
Conform recensământului din 2001, majoritatea populației comunei Petrivka era vorbitoare de ucraineană (89,47%), existând în minoritate și vorbitori de română (4,21%), rusă (3,16%) și armeană (1,2%).